# Zwitsers-Frans

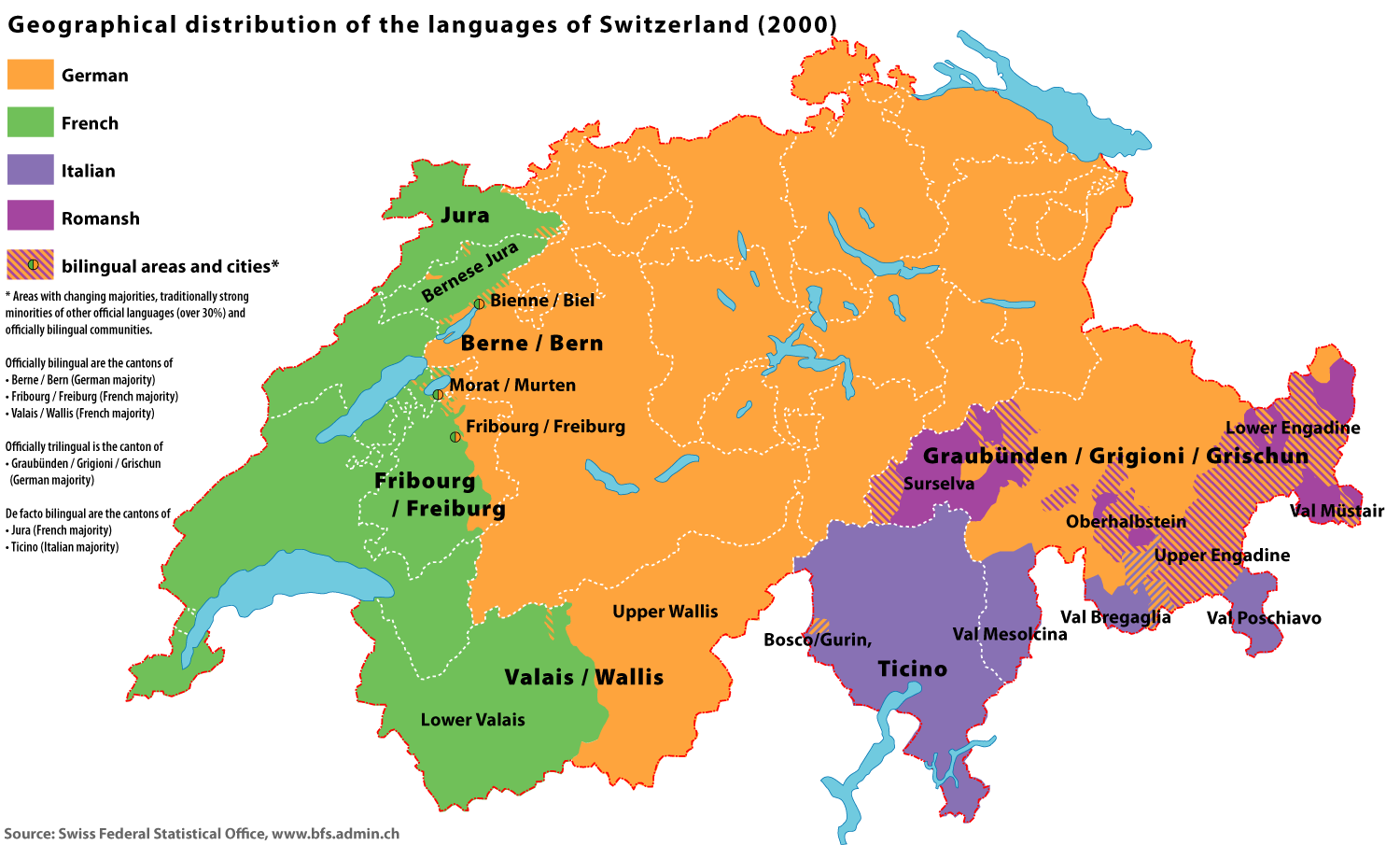
Het Zwitserse taallandschap: het Franssprekende deel
van Zwitserland is op deze kaart groen gekleurd

Zwitsers-Frans (Frans: français de Suisse) is een dialect van het Frans dat in het Franstalige gedeelte van Zwitserland, Romandië, wordt gesproken. Het moet niet verward worden met het Arpitaans of het Retoromaans.
Frans is de enige officiële taal van de kantons Genève, Vaud, Jura en Neuchâtel. Daarnaast is in de kantons Bern, Fribourg en Valais het Frans een officiële taal naast het Duits.

## Verschillen
Er zijn weinig verschillen met het Standaardfrans, hooguit wat verschillen in uitspraak en in woordenschat (vooral door het Duits). Er bestaat verder ook geen gestandaardiseerde vorm van het Zwitserse Frans; verschillende kantons gebruiken verschillende woorden.
Enkele verschillen tussen het Standaardfrans en het Zwitsers-Frans:
- Net als in het Belgisch-Frans zijn de telwoorden voor zeventig (soixante-dix in Frankrijk), tachtig (quatre-vingts in Frankrijk en België) en negentig (quatre-vingt-dix in Frankrijk) respectievelijk septante, huitante (alleen in Vaud, Valais en Fribourg) en nonante.

- De maaltijden worden anders benoemd: waar men in Frankrijk ontbijt, lunch en diner aanduidt met petit déjeuner, déjeuner en dîner, gebruikt men in Zwitserland déjeuner voor ontbijt, dîner voor de lunch en souper voor het avondeten.

- Een brievenbus noemt men in het Standaardfrans een boîte postale; in het Zwitsers-Frans is dit, net als in het Canadees-Frans, een case postale.